# Землетрясение в Калгурли-Боулдер (2010)
Землетрясение магнитудой 5,2 произошло 20 апреля 2010 года в 00:17:08 (UTC) в западной Австралии, в 8,4 км к юго-западу от города Калгурли. Гипоцентр землетрясения располагался на глубине 10 км.
Подземные толчки длились около 10—15 секунд и ощущались на расстоянии до 1 007 км. Землетрясение ощущалось в Перте и Карнарвоне.
В результате землетрясения никто не погиб, но три человека получили ранения. Землетрясение нанесло большой ущерб историческим зданиям в Калгурли-Боулдере, кроме того, в городе были разрушены дороги. Экономический ущерб составил по разным оценкам от 4,47 до 15 млн долларов США. Землетрясение стало самым мощным из зарегистрированных в регионе Голдфилдс-Эсперанс и одним из крупнейших в Австралии с точки зрения полученного ущерба. Землетрясение привело к временному закрытию местных золотых приисков, включая золотой рудник Super Pit.

## Тектонические условия региона
Австралия расположена на Индо-Австралийской плите, которая занимает полуостров Индостан, восточную часть Индийского океана (Аравийская Центральная, Кокосовая, Западно- и Южно-Австралийские котловины и разделяющие их поднятия), Австралийский континент, Новую Гвинею, Новую Зеландию, моря юго-западной части Тихого океана (Тасманово, Фиджи, Коралловое). Западная и юго-западная граница Индо-Австралийской литосферной плиты проводится по осевым зонам Аравийско-Индийского, Центрально-Индийского хребтов и Австрало-Антарктического поднятия, где она граничит с Африканской и Антарктической литосферными плитами. Северная граница с Евразийской литосферной плитой проводится по системе альпийских краевых прогибов, обрамляющих Индостанскую древнюю платформу (Предкиртхарский, Предсулейманский, Предгималайский, Предараканский). Далее на юго-востоке с Евразийской плитой граница проходит по Зондскому жёлобу вплоть до Новой Гвинеи. С Тихоокеанской литосферной плитой Индо-Австралийская граничит по жёлобу Ману севернее островов Адмиралтейства, по системе мелких желобов восточнее Соломоновых островов и по жёлобу Кермадек.
По сравнению с другими регионами мира, Австралия имеет короткую историю документированной сейсмичности, охватывающую всего пару веков. Как следствие, существует значительная неопределенность в отношении того, являются ли закономерности, наблюдаемые в современных сейсмических данных, репрезентативными для более долгосрочного периода или представляют собой систематическую ошибку в результате короткого периода выборки. Эта проблема может быть частично преодолена путем проверки богатого набора морфогенных землетрясений в Австралии. Австралия может похвастаться достаточно большим количеством разломов образованных в период от позднего неогена до четвертичного периода. Долгосрочные закономерности возникновения сильных землетрясений могут быть выведены из данных ландшафта и использованы для информирования современной науки об опасности землетрясений. Параметры источников сейсмичности, такие как повторяемость и сила сильных землетрясений, варьируются по всему австралийскому континенту и могут интерпретироваться в рамках крупномасштабных неотектонических областей, определённых на основе геологии и обстановки земной коры. Временная и пространственная кластеризация землетрясений проявляется в масштабе одного разлома и в масштабе 1000 км области.
Австралия обладает низкой сейсмичностью по сравнению со странами, расположенными вдоль границ тектонических плит. Сейсмический риск, однако, представляет собой сочетание тектонической опасности, влияния на общественность и уязвимости инфраструктуры. Более низкая сейсмичность может быть компенсирована большей уязвимостью зданий и сооружений. Наличие старых неармированных каменных зданий может непропорционально увеличивать общественный риск из-за более высокой уязвимости. Документированная информация о повреждениях зданий, вызванных землетрясениями, имеет основополагающее значение для понимания этой уязвимости и связанного с ней риска. Кроме того, она может указывать на экономически эффективные меры по смягчению последствий землетрясений.
В апреле 2010 года землетрясение в Калгурли нанесло значительный ущерб каменным сооружениям. Исторически сложилось так, что в Калгурли было много старых каменных зданий и сооружений, построенных во время золотой лихорадки Йилгарн—Голдфилдс в конце 1800-х годов. Эти здания, как правило, включены в список объектов культурного наследия, расположенных вокруг центрального делового района Калгурли и делового района Боулдер (пригород Калгурли). Степень сотрясения грунта отличалась в этих двух областях, давая две степени опасности, по которым оценивался ущерб. Это землетрясение также предоставило возможность изучить прогресс в строительстве сейсмоусточйчивых зданий в Австралии в период, прошедший после землетрясения в Ньюкасле 28 декабря 1989 года.